# Live at the Rotterdam Ahoy
Live at the Rotterdam Ahoy – album koncertowy zespołu Deep Purple zarejestrowany 30 października 2000 i wydany w roku 2001. Materiał zawiera większość koncertu z Rotterdamu w Holandii podczas tournée zespołu "Concerto Tour" na przełomie 2000/2001. Sam Concerto for Group and Orchestra też był przedstawiany, ale nie został zamieszczony na albumie z powodu "wymagań przepisów prawnych" (zamieszczonych na wkładce). Część utworów jest skomponowanych solo przez członków zespołu, dwa nagrane oryginalnie przez gościa Ronniego Jamesa Dio, pozostałe to mieszanka starych i nowych utworów Deep Purple.

## Lista utworów

### CD 1
| 1.  | "Introduction"                                                         | 2:06    |
|     |                                                                        |         |
| 2.  | "Pictured Within" (Jon Lord)                                           | 9:26    |
|     |                                                                        |         |
| 3.  | "Sitting in a Dream" (Roger Glover)                                    | 4:18    |
|     |                                                                        |         |
| 4.  | "Love Is All" (Glover, Eddie Hardin)                                   | 4:16    |
|     |                                                                        |         |
| 5.  | "Fever Dreams" (Ronnie James Dio)                                      | 4:23    |
|     |                                                                        |         |
| 6.  | "Rainbow in the Dark" (Dio, Vivian Campbell, Jimmy Bain, Vinny Appice) | 4:49    |
|     |                                                                        |         |
| 7.  | "Wring That Neck" (Ritchie Blackmore, Nick Simper, Lord, Ian Paice)    | 6:01    |
|     |                                                                        |         |
| 8.  | "Fools" (Ian Gillan, Blackmore, Glover, Lord, Paice)                   | 10:04   |
|     |                                                                        |         |
| 9.  | "When a Blind Man Cries" (Gillan, Blackmore, Glover, Lord, Paice)      | 7:43    |
|     |                                                                        |         |
| 10. | "Vavoom: Ted the Mechanic" (Gillan, Steve Morse, Glover, Lord, Paice)  | 5:13    |
|     |                                                                        |         |
| 11. | "The Well-Dressed Guitar" (Morse)                                      | 3:31    |
|     |                                                                        |         |
|     |                                                                        | 1:01:50 |
|     |                                                                        |         |

### CD 2
| 1. | "Pictures of Home" (Gillan, Blackmore, Glover, Lord, Paice)            | 10:11 |
|    |                                                                        |       |
| 2. | "Sometimes I Feel Like Screaming" (Gillan, Morse, Glover, Lord, Paice) | 7:26  |
|    |                                                                        |       |
| 3. | "Perfect Strangers" (Gillan, Blackmore, Glover)                        | 7:37  |
|    |                                                                        |       |
| 4. | "Smoke on the Water" (Gillan, Blackmore, Glover, Lord, Paice)          | 10:20 |
|    |                                                                        |       |
| 5. | "Black Night" (Gillan, Blackmore, Glover, Lord, Paice)                 | 6:27  |
|    |                                                                        |       |
| 6. | "Highway Star" (Gillan, Blackmore, Glover, Lord, Paice)                | 7:18  |
|    |                                                                        |       |
|    |                                                                        | 49:19 |
|    |                                                                        |       |

## Wykonawcy
- Ian Gillan – śpiew
- Steve Morse – gitara
- Jon Lord – instrumenty klawiszowe
- Roger Glover – gitara basowa
- Ian Paice – perkusja

### Dalsi wykonawcy
- Ronnie James Dio – śpiew (w utworach 3, 4, 5 i 6 na CD1, utwór 4 na CD2)
- Miller Anderson – śpiew, gitara
- The Backstreet Dolls – śpiew towarzyszący
- The Rip Horns – sekcja rogów
- The Romanian Philharmonic Orchestra pod dyrekcją Paula Manna